# Jukka Santala
Jukka Santala er en finsk professionel fodboldspiller, der tidligere har spillet for FC Nordsjælland, og som i øjeblikket tørner ud for finske RoPS.